# HMD Global
HMD Global Oy, ou simplesmente, HMD Global, é uma empresa finlandesa. Em funcionamento desde dezembro de 2016, a empresa desenvolve os smartphones e feature phones sob o nome "Nokia".  A empresa tem direitos exclusivos para a usar a marca em aparelhos móveis através de um contrato de licenciamento. Eles estão em uma parceria com o Google para usar o Android, como sistema operacional em seus smartphones, considerando que, em seus feature phones, a empresa usa a boa e velha plataforma: Nokia Series 30+ .
O HMD é composta por ex-executivos da Nokia. O CEO foi Arto Nummela, um veterano da Nokia, há 17 anos, até julho de 2017, quando o Presidente Florian Seiche assumiu como CEO interno. Ele está com a sede em Espoo, em frente à sede da Nokia. A fabricação é terceirizada com uma divisão da Foxconn. Enquanto a Nokia em si não vá diretamente investir na HMD, ela tem um membro do conselho representante, conjuntos de requisitos obrigatórios, e recebe pagamentos de royalties por patentes. A HMD desenvolve celulares que permanecem fiéis à  "herança de qualidade" Nokia, o design, a robustez e a confiabilidade.

## Antecedentes
A Nokia Corporation, antigamente era a líder no mercado, e a mais popular fabricante de celulares, a sua marca se tornou um nome familiar. Após lutas internas—a transformação radical nos smartphones, o fim do teclado físico e, posteriormente, uma falha de séries de smartphones com Windows Phone, que teve baixa participação de mercado global, a empresa vendeu seu negócio de smartphones e feature phones, para a Microsoft em 2014, que, em seguida, formaram a Microsoft Mobile. A marca "Nokia" continuou a ser usada pela Microsoft até  outubro de 2014, quando a Microsoft abandonou a Nokia, e começou a estampar seu nome nos smartphones. Por causa de seu histórico de sucesso, a Nokia é a marca que ainda era amplamente reconhecida e confiável.
O CEO da Nokia, Rajeev Suri, confirma, em junho de 2015, que a marca Nokia vai voltar aparecer em smartphones. No início do ano, a Nokia Technologies lançou o tablet N1, com Android.Ele foi fabricado pela Foxcoon, pois a Nokia não podia usar as suas fábricas, pois a Microsoft comprou todas elas.  
Em 18 de Maio de 2016, a Microsoft Mobile anunciou que irá vender a linha de dispositivos móveis da Nokia, para uma nova empresa na Finlândia chamada : HMD Global Oy. A venda inclui seus direitos de uso para usar a marca "Nokia" em todos os tipos de aparelhos móveis e tablets em todo o mundo (exceto Japão), até 2024. A HMD também assinou um acordo de licenciamento com a Nokia Corporation, que incluiu o uso do padrão de celulares essenciais da licença de patentes . A Nokia disse que esse movimento é "unir o mundo icônico de marcas movéis com o principal sistema operacional móvel". As fábricas da Microsoft Mobile foram adquiridas pela FIH Mobile, uma subsidiária da taiwanesa Foxconn, a maior fabricante de eletrônicos, que também irá fabricar os produtos da HMD com a marca da "Nokia". O total de vendas para a HMD Global e FIH Mobile totalizaram US$350 milhões. A HMD insistiu para passar dos US$500 milhões no apoio a comercialização dos novos produtos nos próximos três anos.

## História

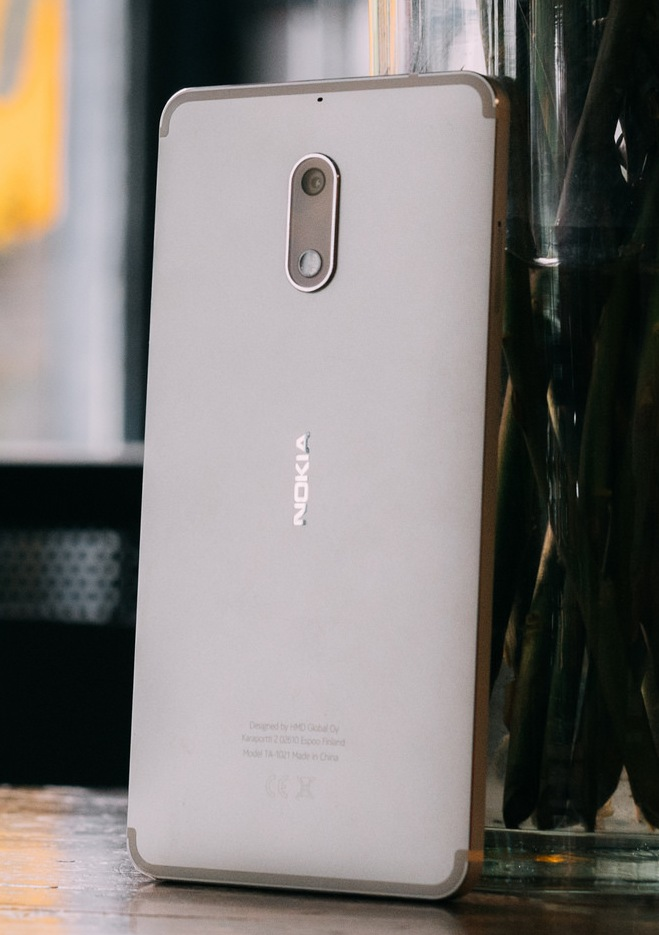
Nokia 6, de 2017, primeiro smartphone lançado pela HMD Global.

A HMD Global começou a funcionar quando a venda a partir da Microsoft Mobile foi finalizada em 1 de dezembro de 2016. Posteriormente, o site da Nokia, mais uma vez listou os dispositivos móveis para venda pela primeira vez, em 2014. Seus primeiros aparelhos Nokia 150 e 150 Dual SIM são telefones básicos, e foram anunciados dia 13 de dezembro de 2016, enquanto o seu primeiro smartphone Android, Nokia 6, foi anunciado em 8 de janeiro de 2017. Na MWC , em fevereiro de 2017, A HMD anunciou uma nova versão do famoso Nokia 3310 , juntamente com dois novos dispositivos Android chamados de Nokia 3 e Nokia 5. O primeiro lançamento dessa nova fase, foi o Nokia 6, na China e em alguns outros mercados asiáticos a partir de janeiro.  É esperado que um total mundial de lançamentos dos três dispositivos Android comece em agosto.
Em 6 de julho de 2017 , a HMD, fez uma parceria com a Carl Zeiss AG para fornecer lentes ópticas para as câmeras dos smartphones Nokia. Os smartphones Nokia anteriores ( Lumia, por exemplo ) que usavam lentes Carl Zeiss, resultavam em alta qualidade nas câmeras. O primeiro celular com essa tecnologia, que a HMD Global lançou, foi o Nokia 8.
Na edição de 2018 da MWC, a HMD apresentou quatro novos aparelhos que chamaram muita atenção: Nokia 8 Sirroco, 7 Plus, 6 e 1 além de um versão do saudoso 8110, mais conhecido como Banana Phone.
Em 2020, a HMD/Nokia passa a vender seus produtos no Brasil em parceria com a Multilaser.